# Bắn cung tại Đại hội Thể thao Đông Nam Á 2007
Giải bắn cung tại Đại hội Thể thao Đông Nam Á 2007 diễn ra từ ngày 7 đến ngày 13 tháng 12 năm 2007 với 8 nội dung thi đấu cho hai loại cung 1 dây (recurve) và 3 dây (compound).

## Xếp hạng theo quốc gia
| Hạng | Đoàn        | Vàng | Bạc | Đồng | Tổng |
| ---- | ----------- | ---- | --- | ---- | ---- |
| 1    | Indonesia   | 3    | 5   | 1    | 9    |
| 2    | Malaysia    | 2    | 2   | 1    | 5    |
| 3    | Philippines | 2    | 1   | 1    | 4    |
| 4    | Việt Nam    | 1    | 0   | 0    | 1    |
| 5    | Thái Lan    | 0    | 0   | 2    | 2    |
| 5    | Myanma      | 0    | 0   | 2    | 2    |
| 7    | Singapore   | 0    | 0   | 1    | 1    |
| Tổng | Tổng        | 8    | 8   | 8    | 24   |

## Bảng huy chương
| Nội dung           | Vàng                                                                    | Bạc                                                                | Đồng                                                            |          |
| ------------------ | ----------------------------------------------------------------------- | ------------------------------------------------------------------ | --------------------------------------------------------------- | -------- |
| 1 dây nam          | Cheng Chu Sian                                                          | Wan Abd W M. Khalmizam                                             | Sulistyawan Rahmat                                              | chi tiết |
| 1 dây đồng đội nam | Malaysia Cheng Chu Sian Sulaiman Muhammad Marbawi Wan Abd W M.Khalmizam | Indonesia Ali Sofian Mohamad Sulistyawan Rahmat Suprianto Hendro   | Philippines Cordero Marvin Javier Mark Larsen Ian Wayne         | chi tiết |
| 1 dây nữ           | Ika Yuliana                                                             | Rina Dewi Puspitasari                                              | Sakulchai Chutinan                                              | chi tiết |
| 1 dây đồng đội nữ  | Indonesia Ika Yuliana Rina Dewi Puspitasari Sugiharti Gina Rahayu       | Malaysia Abd Samah Irza Hanie Subramaniam Anbarasi Taip Nor Aziera | Thái Lan Boonnark Patheera Sakulchai Chutinan Suksamorn Sirilak | chi tiết |
| 3 dây nam          | Puruhito Igusti Nyoman                                                  | Yap Earl Benjamin                                                  | Ye Min Swe                                                      | chi tiết |
| 3 dây đồng đội nam | Việt Nam Nguyễn Chí Ba Nguyễn Tiến Cương Nguyễn Thanh Tuấn              | Indonesia Kuswantoro Puruhito Igusti Nyoman Setijawan Hendra       | Malaysia Lau Siew Hong Soo Teck Kim Ting Leong Fong             | chi tiết |
| 3 dây nữ           | Paz Amaya                                                               | Threesyadinda Dellie                                               | Aung Ngeain                                                     | chi tiết |
| 3 dây đồng đội nữ  | Philippines Chan Jennifer Paz Amaya Tindugan Abbigail                   | Indonesia Handayani Lilies Heliarti Lilies Threesyadinda Dellie    | Singapore Gul Maryanne Lee Bee Teng Wong Lian Hoe               | chi tiết |